# Phare de la Pierre-de-Herpin
Der Phare de la Pierre-de-Herpin ist ein französischer Leuchtturm bei der Pointe du Grouin in der nördlichen Bretagne. Das Bauwerk steht als Monument historique unter Denkmalschutz.
Etwa 2800 Meter vor dem Kap auf einem kleinen Felsenriff steht der 24 Meter hohe weiße Leuchtturm Pierre-de-Herpin, der  jährlich 15.000 Schiffen den Weg um die Landzunge weist. Im Jahr 1876 begann man mit dem Bau, am 1. Oktober 1882 nahm ein Leuchtturmwärter seinen Dienst auf. 1970 elektrifiziert, wird der Leuchtturm seit 1988 automatisch betrieben. Zwischen dem Festland und dem Leuchtturm startet alle vier Jahre die Transatlantik-Einhand-Segelregatta Route du Rhum.
Anfangs wurde das Leuchtfeuer mit Pflanzenöl betrieben, ab 1882 mit Mineralöl, später mit Erdöldampf. Im Jahr 1975 wurde der Turm elektrifiziert und automatisiert. Die Leistung der Lampe beträgt 150 Watt für das Hauptlicht und 40 Watt für den Notfall. Das Herpin-Feuer besteht aus 2 Bedeckungen (L = 3s Obs = 1s L = 1s Obs = 1s total = 6s) und hat eine Reichweite von 17 Meilen. Derzeit arbeitet der Leuchtturm von Pierre de Herpin mit einer LED-Lampe. Die Energie für den Leuchtturm wird vollständig von sechs Solarzellen erzeugt. Ein Generator wird vorgehalten und liefert bei Bedarf Energie.